# Dongzhi
För andra betydelser, se Dongzhi (olika betydelser).
Dongzhi är ett härad i staden Chizhou i provinsen Anhui i östra Kina.
Häradet är indelat i tolv köpingar, tre socknar och två administrativa enheter på sockennivå.
Köpingar (zhen):

- Dadukou (大渡口镇)
- Dongliu (东流镇)
- Gegong (葛公镇)
- Guangang (官港镇)
- Longquan (龙泉镇)
- Nixi (泥溪镇)
- Shengli (胜利镇)
- Xiangyu (香隅镇)
- Yanghu (洋湖镇)
- Yaodu (尧渡镇)
- Zhangxi (张溪镇)
- Zhaotan (昭潭镇)

Socknar (xiang):

- Huayuan (花园乡)
- Muta (木塔乡)
- Qingshan (青山乡)

Områden på sockennivå:

- Dadukou Jingji Kaifaqu (ekonomisk utvecklingszon)
 (大渡口经济开发区)
- Dongzhi Jingji Kaifaqu (ekonomisk utvecklingszon)
 (东至经济开发区)